# Klubi Sportiv Lushnja
Il Klubi Sportiv Lushnja, propriamente Klubi Futbollit Lushnja e più semplicemente Lushnja, è una società calcistica albanese con sede nella città di Lushnjë. Milita nella Kategoria e Parë, la seconda divisione del campionato albanese di calcio.
Ha vinto 6 campionati di seconda serie e ha militato per varie stagioni nella Kategoria Superiore, la massima divisione. Disputa le partite interne allo Stadio Abdurrahman Roza Haxhiu.

## Storia
Fondata nel 1926, nel 1945 il nome della società è stato cambiato in Traktori Lushnja, nel 1950 in SK Lushnja, nel 1951 in Puna Lushnja, nel 1958 si è ritornati al nome KS Traktori Lushnja e nel 1991 il club è stato nuovamente rinominato KF Lushnja.
Nel 1948 la squadra ha partecipato per la prima volta nella massima divisione del campionato albanese. Al 2011, il club ha vinto la Kategoria e Parë (equivalente albanese della Serie B) sei volte (1960, 1982, 1988, 1990, 1996, 2013).
Il Lushnja è stata la prima squadra di calcio albanese ad essere allenata da un allenatore straniero, l'ex calciatore argentino Mario Alberto Kempes, in panchina nella stagione 1996-1997.
Nel 2012-2013, allenata da Artan Bano, la squadra ha vinto il campionato di Kategoria e Parë, risalendo in prima divisione albanese. Nel 2013-2014 la squadra retrocede in Kategoria e Parë, per poi risalire in massima serie nel 2016-2017. Una nuova retrocessione avviene alla fine della stagione 2018-2019.

## Palmarès

### Competizioni nazionali
- Kategoria e Parë: 4

1960, 1981-1982, 1995-1996, 2012-2013

### Altri piazzamenti
- Coppa d'Albania:

Finalista: 1977-1978, 1997-1998, 1999-2000
Semifinalista: 1973-1974, 1976-1977, 1996-1997
- Kategoria e Parë:

Secondo posto: 1979-1980

## Organico

### Rosa
Aggiornata al 20 ottobre 2019.
| N. |                    | Ruolo | Calciatore         |
| -- | ------------------ | ----- | ------------------ |
| 1  | Albania (bandiera) | P     | Oltjan Haremi      |
| 3  | Albania (bandiera) | C     | Dionis Musaku      |
| 4  | Albania (bandiera) | D     | Renato Dervishi    |
| 5  | Albania (bandiera) |       | Beqir Ibrahimllari |
| 7  | Albania (bandiera) | D     | Arbër Mone         |
| 8  | Albania (bandiera) | C     | Okeljan Baze       |
| 9  | Albania (bandiera) | A     | Arber Allkanjari   |
| 10 | Albania (bandiera) | A     | Mikel Camko        |
| 13 | Albania (bandiera) | C     | Ergys Alushi       |
| 14 | Albania (bandiera) | C     | Ledian Taullau     |

| N. |                    | Ruolo | Calciatore     |
| -- | ------------------ | ----- | -------------- |
| 17 | Albania (bandiera) | D     | Adriatik Basha |
| 21 | Albania (bandiera) | D     | Ledion Ruço    |
| 22 | Albania (bandiera) | C     | Melis Haxhiu   |
| 22 | Albania (bandiera) | C     | Eneo Sulkja    |
| 23 | Albania (bandiera) | D     | Denis Brahimaj |
| 25 | Albania (bandiera) | D     | Endrien Magani |
| 27 | Albania (bandiera) | A     | Ervis Gjyla    |
| 29 | Albania (bandiera) | A     | Fatjon Sefa    |
| 30 | Albania (bandiera) | P     | Ariol Kaloshi  |

### Staff tecnico
- Allenatore:  Hysen Dedja
- Vice-Allenatore: Altin Hysko ?
- Team Manager: ?
- Preparatore dei portieri: ?
- Preparatore atletico: ?
- Medico sociale: ?

### Rose delle stagioni precedenti
- 2013-2014